# تای ایرآسیا
تای ایراسیا (به انگلیسی: Thai AirAsia) یک شرکت هواپیمایی با کد یاتا FD است که در تاریخ ۸ دسامبر ۲۰۰۳ میلادی تأسیس شده است.
قطب این شرکت هواپیمایی در فرودگاه بین‌المللی دن موئنگ قرار دارد و به ۳۲ مقصد، پرواز مستقیم انجام می‌دهد.